# Reise um den Mond

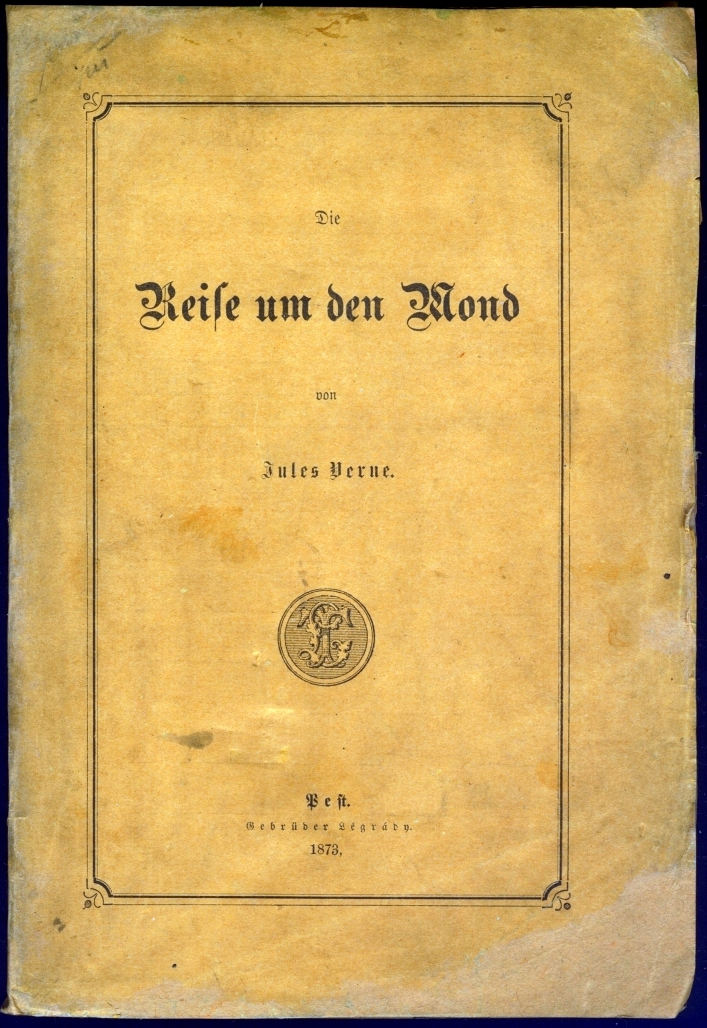
Einband der ersten deutschsprachigen Ausgabe von Die Reise um den Mond, 1873 erschienen im Verlag Gebrüder Légrady, Budapest.

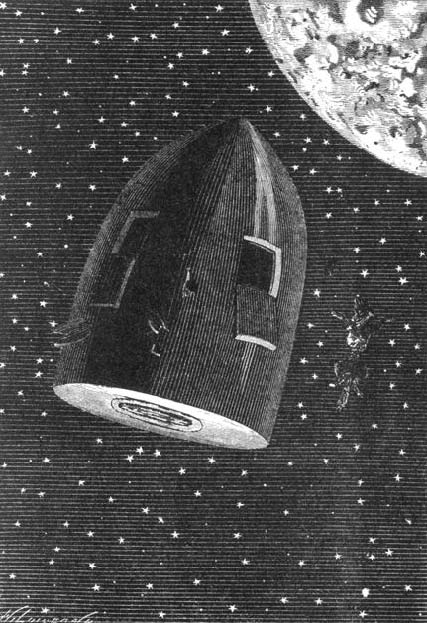
Das Projektil in der Nähe des Mondes, Zeichnung von Émile-Antoine Bayard und Alphonse de Neuville

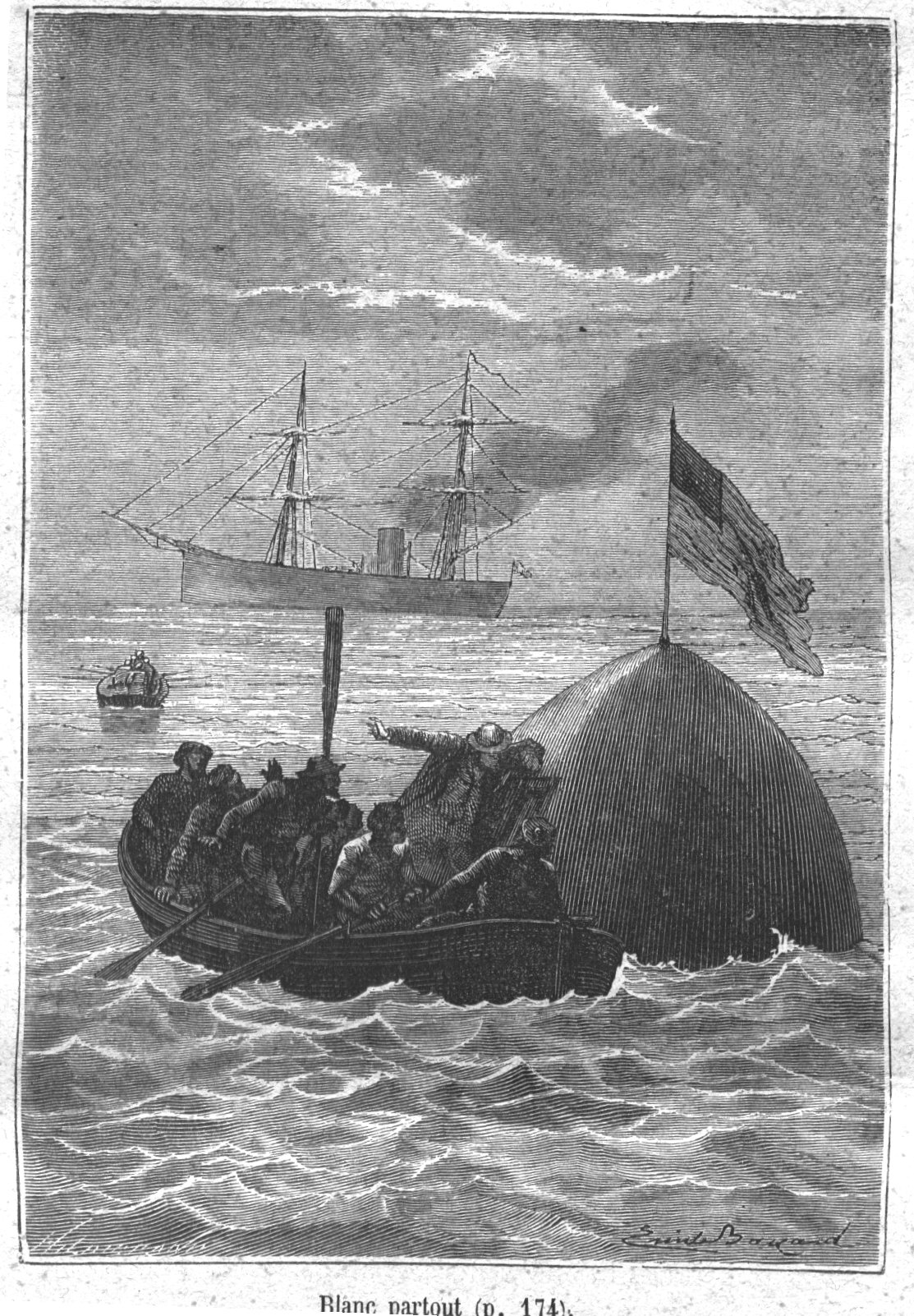
Die Bergung der Mondfahrer durch die Besatzung der Susquehanna

Reise um den Mond ist ein Roman des französischen Autors Jules Verne. Der Roman wurde erstmals 1870 unter dem französischen Titel Autour de la Lune von dem Verleger Pierre-Jules Hetzel veröffentlicht. Es handelt sich um die Fortsetzung des 1865 erschienenen Werkes Von der Erde zum Mond (De la Terre à la Lune). Die erste deutschsprachige Ausgabe erschien 1873 im Verlag der Gebrüder Légrády in Pest unter dem Titel Reise um den Mond.
Es handelt sich um ein frühes Werk des Science-Fiction-Genres, das die Mondfahrt um fast genau hundert Jahre vorwegnimmt. Allerdings verwenden Vernes Mondfahrer keine Rakete, sondern eine Kanone, und sie landen nicht auf dem Mond.

## Handlung
Barbicane, der Präsident des Kanonenclubs von Baltimore, befindet sich mit seinen Reisegefährten Nicholl und Ardan in dem Geschoss in der riesigen Columbiade, einer Kanone gewaltiger Feuerkraft, mit der sie zusammen mit zwei Hunden von der Erde aus in Richtung Mond geschossen werden. Die drei Astronauten überstehen den Abschuss. Kurz danach begegnen sie einem weiteren kleinen Trabanten der Erde. Sie rätseln, warum sie den Knall des Abschusses beim Start nicht gehört haben, und kommen zu dem Schluss, dass der Schall sie nicht einholen konnte, da sie sich bereits unmittelbar nach dem Start mit Überschallgeschwindigkeit fortbewegt haben. Einer der beiden Hunde ist durch den Start schwer verletzt und stirbt schließlich. Durch eine Luke werfen die Astronauten ihn aus ihrer Raumkapsel und entdecken später, dass der Kadaver des Hundes ihnen mit gleichem Kurs und Geschwindigkeit folgt.
Sie überlegen, wie sie sich nach der Landung auf dem Mond dort einrichten und mit den Mondbewohnern verständigen. Die Reisenden geraten während des Fluges in einen Rauschzustand. Ursache ist eine Übersättigung der Luft in der Kapsel mit Sauerstoff durch ein zu weit geöffnetes Ventil. In der Nähe des Mondes erleben sie die vollkommene Schwerelosigkeit. Sie entdecken schließlich, dass ihr Kurs den Mond verfehlen wird. Ursache ist vermutlich die Ablenkung des Projektils bei der Begegnung mit dem zweiten kleinen Trabanten der Erde. Sie gelangen in die Umlaufbahn des Mondes.
Ihre Flugbahn ist glücklicherweise eine Ellipse um die Erde und keine Hyperbel und führt sie schließlich nach einem Flug um die Pole des Mondes wieder zu ihrem Heimatplaneten zurück. Unterwegs entgehen sie knapp dem Zusammenstoß mit einem Asteroiden. Sie stürzen schließlich mit ihrem Projektil in den Pazifischen Ozean. Der Flug ist von dem Schriftführer des Kanonenclubs, dem mathematischen Genie James T. Maston, mit einem Fernrohr auf dem Longs Peak in den Rocky Mountains auf dem Gebiet des US-Bundesstaates Colorado beobachtet worden. Die Raumfahrer werden schließlich von der Besatzung des Forschungsschiffes Susquehanna, einer Korvette der Marine der Vereinigten Staaten, geborgen. Nach ihrer Rettung werden die drei Männer auf der Erde als Helden gefeiert.

## Hintergrund
Mehr noch als in Von der Erde zum Mond stehen in diesem eher handlungsarmen Roman die belehrenden Passagen im Mittelpunkt. Weit ausholend werden die zur Entstehungszeit bekannten Einzelheiten zur Entstehung des Mondes, zur Topographie des Mondes, zur Benennung der Mondmeere und -gebirge und zur Geschichte der astronomischen Mondbeobachtung ausgebreitet. Mehrfach bezieht sich der Autor dabei auf die Mondkarten der deutschen Astronomen Wilhelm Beer und Johann Heinrich Mädler.

## Werksgeschichte
Der Vorabdruck von Autour de la Lune erfolgte vom 4. November bis zum 8. Dezember 1869 im Feuilleton-Teil der Zeitung Journal des Débats. Die Buchausgabe wurde am 13. Januar 1870 unter dem Titel Autour de la Lune. Seconde partie de: De la Terre à la Lune im Verlag von Pierre-Jules Hetzel veröffentlicht. Am 16. September 1872 folgte eine mit 44 Stichen von Henri Theophile Hildibrand nach Zeichnungen von Emile Bayard und Alphonse de Neuville illustrierte Ausgabe.

## Deutsche Ausgaben (Auswahl)
- Reise um den Mond. Übersetzt von Ute Haffmans. Diogenes, Zürich 2001, ISBN 3-257-20243-1.
- Reise um den Mond. Übersetzt von Martin Schoske. Fischer Taschenbuchverlag, Frankfurt am Main 2001, ISBN 3-596-13372-6.